# Plettet gøgeurt
Plettet gøgeurt (Dactylorhiza maculata) er en 8-75 cm høj orkidé, der i Danmark vokser på overdrev og enge eller i løvskove. To underarter findes i Danmark: ssp. maculata og ssp. fuchsii (Skov-Gøgeurt).

## Beskrivelse
Plettet Gøgeurt er en flerårig urt med en opret vækst. De første mange år danner bladene udelukkende en grundstillet roset. Senere dannes det oprette, bladbærende skud, som også bærer blomsterstanden. Bladene er omvendt ægformede forneden, men smallere længere oppe ad stænglen. Ribberne er buede og randen er hel.
Blomstringen sker i juni-juli, hvor man finder blomsterne samlet i det endestillede aks. De enkelte blomster er uregelmæssige med lysviolette, lyserøde eller purpurrøde kronblade. Blomsten har tre kronbladslignende blosterblade i en ydre krans og tre i en indre krans. De ydre blosterblade kaldes sepaler og de indre petaler. Den midtstillede petal er anderledes udformet end de øvrige og kaldes for læben. Frugten er en mangefrøet kapsel.
Rodnettet består af de tykke knolde og nogle tykke trævlerødder. Planten ar helt afhængig af at få dannet mykorrhiza med én eller flere svampe.
Højde x bredde og årlig tilvækst: 0,50 x 0,30 m (50 x 30 cm/år). Målene kan bruges til beregning af planteafstande i fx haver.

## Voksested
Arten er udbredt i det meste af Europa, herunder i Danmark, hvor den er temmelig almindelig i græssede områder: overdrev, enge, heder og moser. Den er knyttet til lysåbne voksesteder med vedvarende, fugtig bund og lavt indhold af næringsstoffer. Nominatracen maculata findes især i Nord- og Vestjylland.
I ådalen langs Stilde Å findes den i eng- og moseområder sammen med bl.a. alm. mjødurt, alm. star, bukkeblad, duskfredløs, dyndpadderok, engkabbeleje, engnellikerod, engtroldurt, krybende baldrian, kærtidsel, loppestar, mosebunke, mosetroldurt, næbstar, sumpkællingetand, topstar, trindstænglet star og engblomme

## Skov-Gøgeurt
I Danmark findes også underarten Skov-Gøgeurt (Dactylorhiza maculata subsp. fuchsii), der vokser i løvskove, krat, enge og på overdrev. Den er udbredt hist og her på Lolland og Falster og almindelig på Østmøn (Møns Klint). Især på de to mønske lokaliteter, Jydelejet og Høvblege, er den vidt udbredt og vokser her side om side med Stor Gøgeurt (Orchis purpurea). I øvrigt er den sjælden eller manglende. Hos Skov-Gøgeurt er det nederste blad på stænglen afrundet. Blomstens læbe er dybt tre-fliget, og midterfligen er af samme størrelse som sidefligene. Hos Plettet Gøgeurt er læben kun svagt trelappet, og midterlappen er betydeligt mindre end de afrundede sidelapper.
| Portal | Portal:Botanik |

## Note
1. ↑  Ribe Amt: Naturen I Brørup Kommune (Webside ikke længere tilgængelig)